# Sporobolus wrightii
Sporobolus wrightii là một loài thực vật có hoa trong họ Hòa thảo. Loài này được Scribn. miêu tả khoa học đầu tiên năm 1882.